# Шадринка (Казанский район)
Шадринка — деревня в Тюменской области, Казанский район. Входит в состав Казанское сельское поселение, до 25 мая 2017 года входила в состав одноимённого сельского поселения.

## Климат
Климат континентальный с холодной продолжительной зимой и тёплым относительно коротким летом. Средняя температура воздуха самого холодного месяца (января) — −18 °C (абсолютный минимум — −45 °C). В летние месяцы температура может повышаться до 40 °C. Безморозный период длится в среднем 115—125 дней. Среднегодовое количество атмосферных осадков составляет 350 мм, из которых большая часть выпадает в тёплый период.

## История
До 1917 года входил в состав Гагарьевской волости Ишимского уезда Тюменской губернии. По данным на 1926 год состояла из 122 хозяйств. В административном отношении входила в состав Гагарьевского сельсовета Ларихинского района Ишимского округа Уральской области.

## Население
| 2010 |
| ---- |
| 204  |

По данным переписи 1926 года в деревне проживало 659 человек (306 мужчин и 353 женщины), в том числе: русские составляли 99 % населения.
Согласно результатам переписи 2002 года, в национальной структуре населения русские составляли 56 %, казахи — 37 % из 196 чел.